# Château de Sidney Sonnino
Ne doit pas être confondu avec Château Sonnino.
Le château de Sidney Sonnino (en italien : Castello di Sidney Sonnino)  est un château médiéval situé à Montespertoli (ville métropolitaine de Florence) en Toscane,.
Il est ainsi appelé parce qu'il appartenait à l'homme politique italien bien connu du XIXe siècle, Sidney Sonnino. Ce qui reste du noyau le plus ancien est la tour du XIIIe siècle, située sur une colline dominant la vallée environnante ; un palais du XVIIe siècle et d'autres bâtiments y sont rattachés.

## Historique
Le château, autrefois désigné « de Montespertoli », est d'origine médiévale. Il appartenait aux gibelins, les comtes Alberti, seigneurs de la région, jusqu'à leur extinction en 1393. Elle passa ensuite à la famille Machiavel, qui possédait déjà plusieurs domaines dans la région, et, à partir de 1830, elle appartint à la famille Sonnino. La période pendant laquelle il fut habité par Sidney Sonnino fut particulièrement renommée, accueillant de nombreuses personnalités de l'époque : Francesco Crispi, Giovanni Giolitti, Gabriele D'Annunzio, Vittorio Emanuele III, Humbert Ier de Savoie,
Au cours de cette période, d’importantes réformes et innovations agricoles ont été réalisées.
De nombreuses œuvres d'art proviennent du château et se trouvent aujourd'hui dans les musées et les églises de la région, en premier lieu une Vierge à l'Enfant de Fra Filippo Lippi, aujourd'hui au Musée d'art sacré local, ainsi qu'un crucifix peint de Taddeo Gaddi, aujourd'hui dans l'église San Lorenzo près du château de Montegufoni.
Aujourd'hui, le château conserve, outre diverses reliques, les archives contenant toute la correspondance et les documents de Sonnino concernant les préliminaires et le déroulement de l'entrée en guerre de l'Italie en 1915, ainsi que ceux relatifs au congrès de Paris et au Traité de Versailles respectivement de 1916 et 1918.

## Galerie

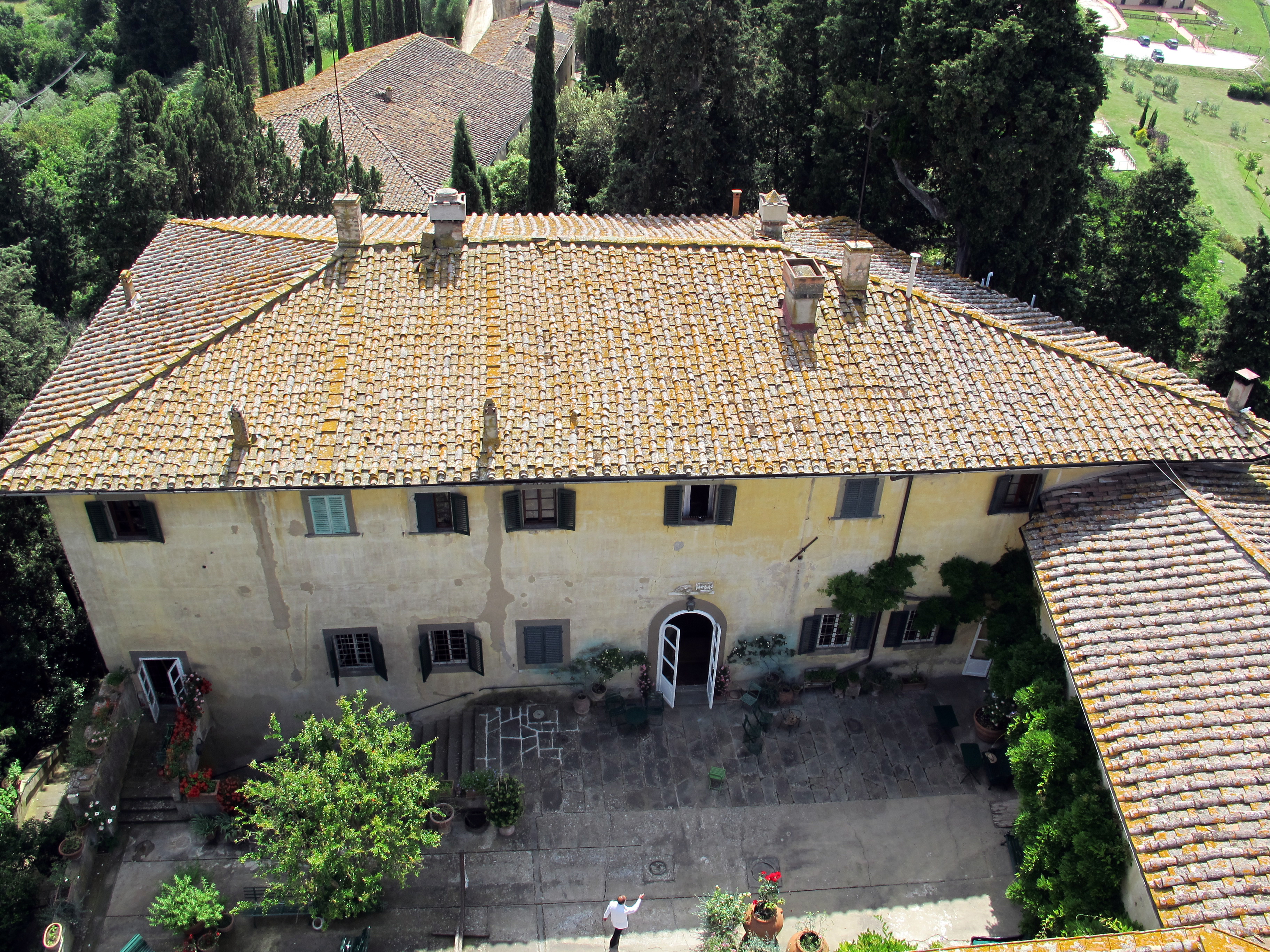
La villa.
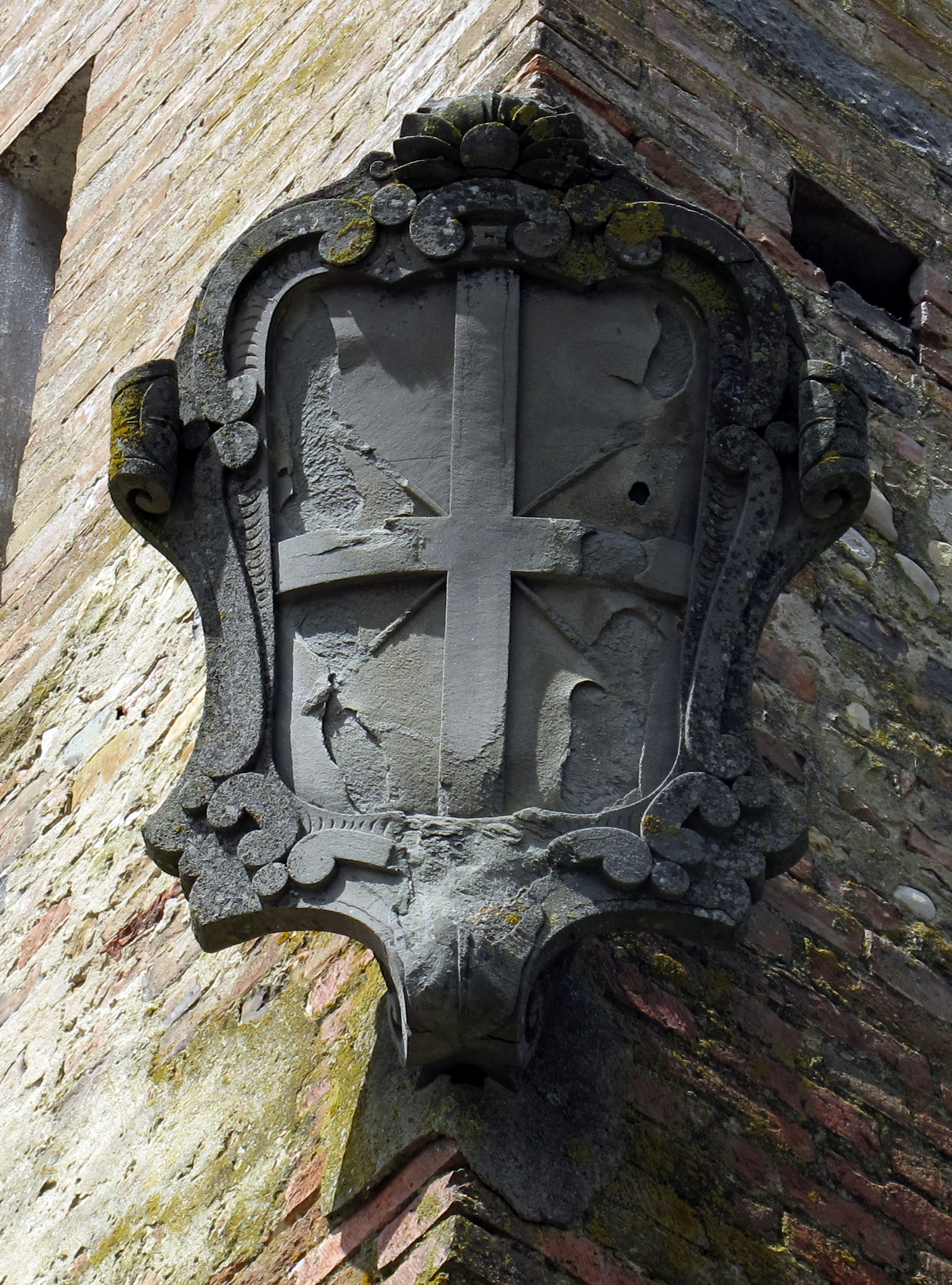
Le blason des Machiavel.
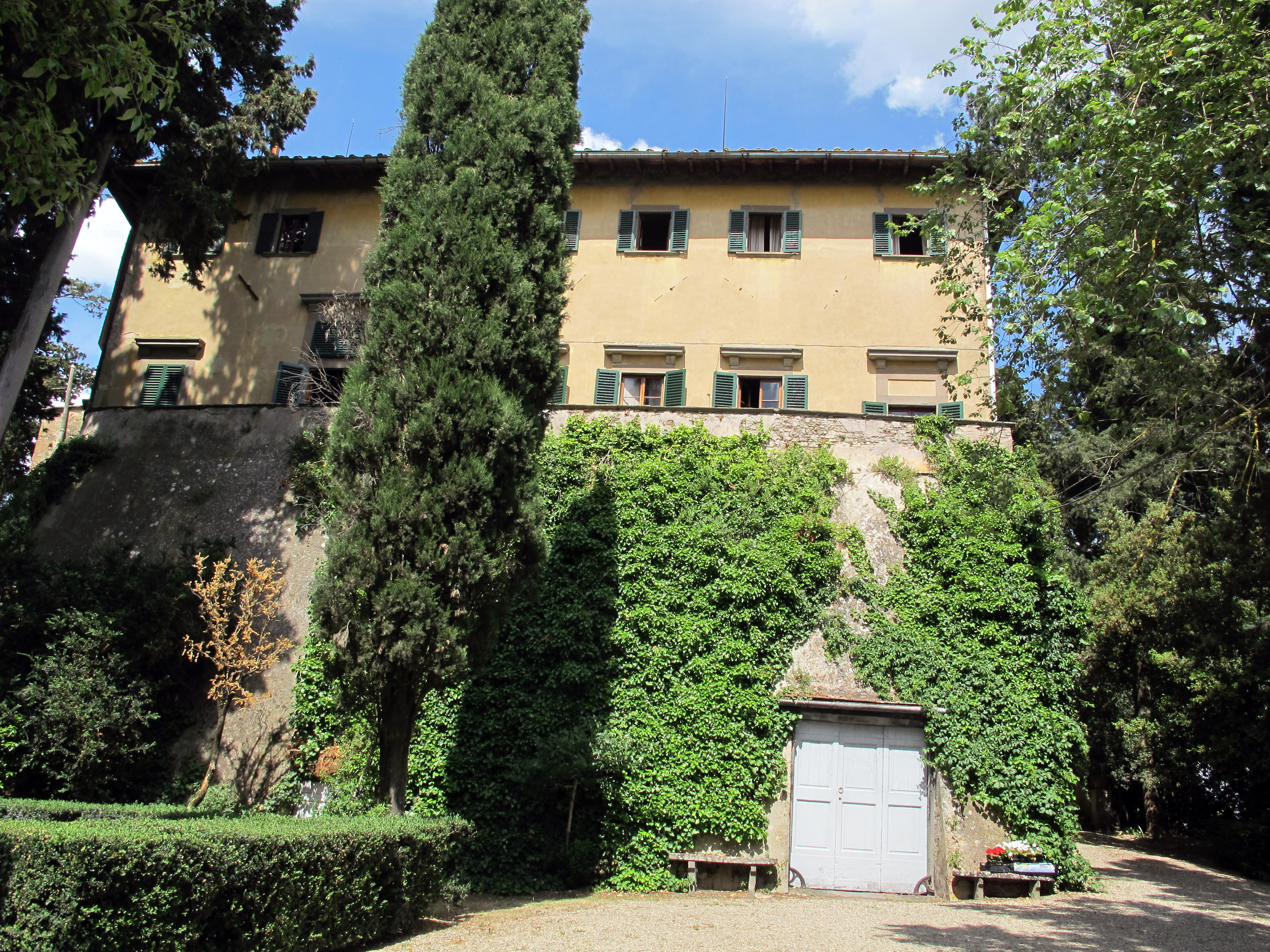
La cour.
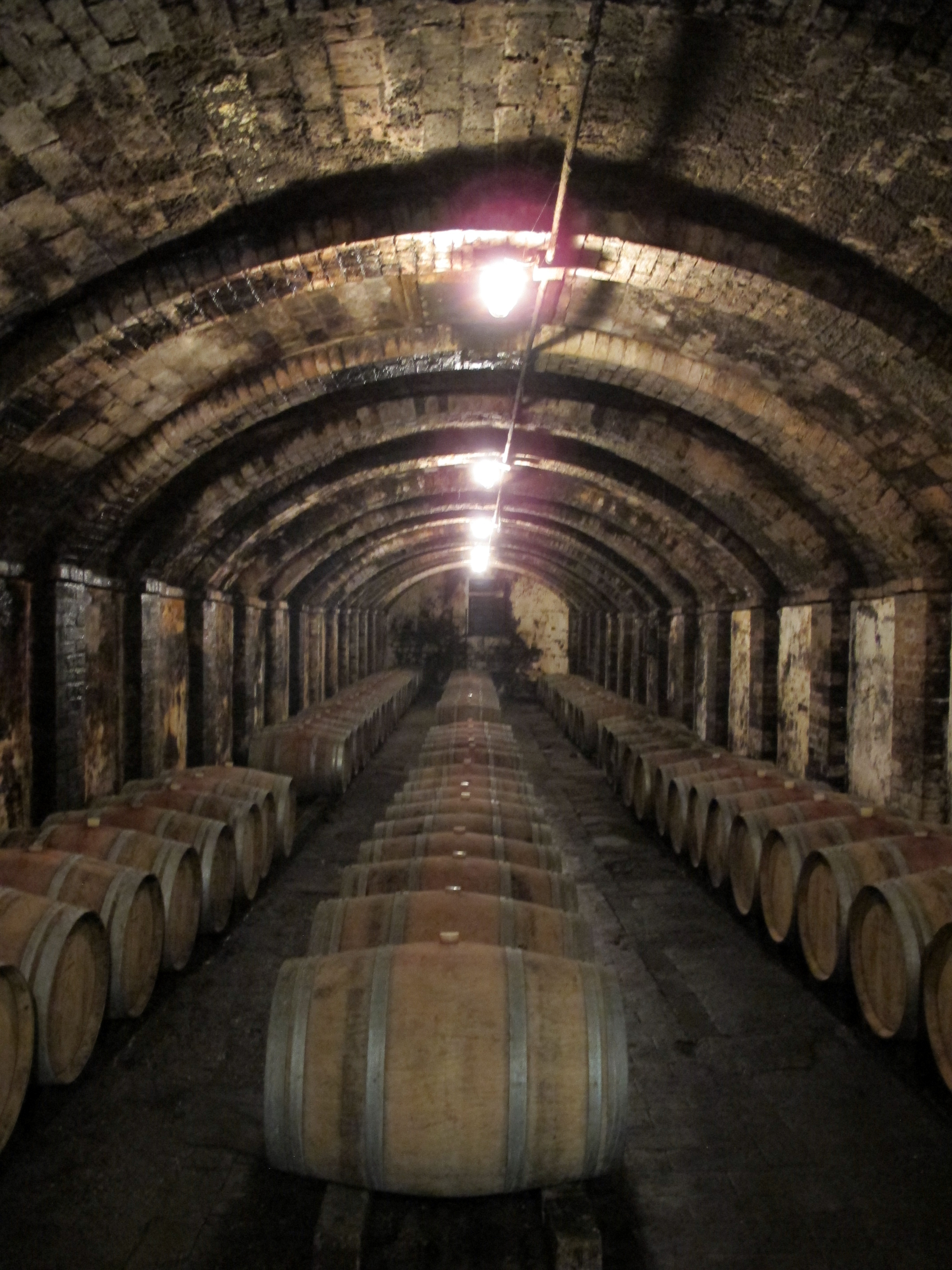
Les caves du château Sonnino.